# INS Drakon
L'INS Drakon est un sous-marin israélien, le dernier navire de classe Dolphin 2. Il est actuellement (en janvier 2022) en cours d’essais en mer au large des côtes du nord de l’Allemagne avant sa livraison à la Marine israélienne.

## Conception
Israël exploite actuellement six sous-marins d'attaque conventionnels (diesel-électriques) de construction allemande : la classe Dolphin, basée sur le type 209. Israël dispose de trois sous-marins de classe Dolphin-I et de trois autres de classe Dolphin-II  (deux en service, un en essais). Les trois premiers bateaux ont été mis en service entre 1999 et 2000, tandis que le deuxième lot a commencé à entrer en service en 2014. L’INS Drakon est le troisième et dernier navire de ce deuxième lot. Les Dolphin-II sont essentiellement des Dolphin-I, mais agrandis et allongés pour accueillir une propulsion indépendante de l'air (AIP), à base de piles à combustible.
La marine israélienne maintient un haut niveau de secret entourant ses capacités sous-marines et la plupart des détails sur la flotte de sous-marins sont sous haute garde et rarement médiatisés. On sait néanmoins que les sous-marins de classe Dolphin-I/II auraient des tubes lance-torpilles polyvalents capables de tirer des torpilles, des missiles de croisière, et même des systèmes de livraison de nageurs de combat. Les quatre premiers bateaux de classe Dolphin sont équipés de six tubes lance-torpilles normaux de 21 pouces (533 mm) et de quatre tubes plus grands, de 650 mm. On pense que ces quatre tubes supplémentaires tirent les missiles de croisière Turbo Popeye développés par Israël. Bien qu'Israël ne soit pas un État nucléaire déclaré, il est depuis longtemps considéré comme tel. On pense que les sous-marins israéliens transportent le bras maritime de la dissuasion nucléaire du pays, avec des missiles de croisière à longue portée transportant des ogives nucléaires. Ces sous-marins fourniraient donc à Israël des capacités nucléaires de deuxième frappe, selon des rapports étrangers, c’est-à-dire la capacité de lancer des armes atomiques même si la patrie est attaquée. Ceci sert de dissuasion envers les ennemis du pays.
L’INS Drakon, qui fait actuellement l’objet d’essais en mer depuis Kiel, en Allemagne, est encore plus secret que les autres, et extrêmement timide face aux photographes. Cependant il semble encore plus long que les bateaux précédents. Cela donne du crédit aux rumeurs selon lesquelles il serait doté de nouvelles capacités d’armement, y compris un système de lancement vertical (VLS). Ce système impliquerait un bond en avant dans les capacités de la marine israélienne, offrant une portée et une puissance de frappe sans précédent. Les autres sous-marins de classe Dolphin-I et Dolphin-II ne peuvent tirer leurs missiles de croisière qu’à travers les tubes lance-torpilles. L’ajout d’un VLS implique que l’INS Dragon sera doté, soit de plus d’armes, soit de nouvelles armes.
L’ajout du VLS nécessite l’allongement de la coque de 2,4 à 4 mètres au total, en augmentant l’espace entre les anneaux de renforcement. Cela permettrait d’installer entre quatre et six tubes de lancement verticaux, selon leur diamètre, qui pourrait être de 650 mm. Cependant il est peu probable que le missile actuel de type Turbo-Popeye, conçu pour être tiré d’un tube lance-torpilles, puisse également être lancé verticalement. De plus ce missile est relativement vieux. Il est donc possible que le VLS apporte avec lui un nouveau missile, qui sera peut-être un autre missile de croisière, ou un missile balistique, éventuellement hypersonique.
Si c’est exact, l’INS Dragon n’est que le deuxième sous-marin moderne au monde équipé d’AIP et conçu avec cette capacité, le premier étant la classe sud-coréenne KSS-III, qui n’est entrée en service que récemment. Les deux classes peuvent être considérées comme annonçant une tendance généralisée à adapter le VLS aux sous-marins à propulsion conventionnelle. Il pourrait en être de même pour les trois bateaux de classe Dakar actuellement en commande.

## Nom
Initialement, l’INS Drakon devait se nommer INS Dakar, en hommage à l'INS Dakar, un sous-marin israélien qui a coulé en 1968. La marine israélienne aime réutiliser les noms de sous-marins sur les bateaux ultérieurs, mais il n’y avait eu jusqu’alors qu’un seul INS Dakar. Certaines des familles des marins perdus avec le Dakar originel ont donc protesté contre la proposition de recycler le nom. À la suite de l’opposition au nom initialement proposé, la marine israélienne a déclaré qu’elle avait accepté l’opposition des familles et qu’elle donnerait un autre nom au nouveau sous-marin, à savoir Drakon (en français : Dragon), ce qui constitue un compromis : en hébreu, Drakon contient les lettres qui composent Dakar, et préserve ainsi la mémoire du sous-marin coulé. La marine israélienne a annoncé qu’elle réserverait le nom Dakar plutôt à sa future classe de sous-marins, la classe Dakar,.